# Festival de Pinkpop
Festival de Pinkpop o PINKPOP és un festival anual de música celebrat a Landgraaf, Països Baixos. Habitualment es realitza en el cap de setmana de Pentecosta (Pinksteren, per això el nom). Començat l'any 1970, a Burgemeester Damen Sportpark, en la ciutat de Geleen, PinkPop és el més antic i més llarg festival dedicat a la música pop i rock en el món.
Avui dia, Pinkpop és un festival de tres dies, de dissabte fins dilluns, amb una assistència de 60.000 persones diàries, i amb actuacions en 3 escenaris separats. Durant 44 edicions, més de 2 milions de persones han assistit a Pinkpop. Unes 700 actuacions de música s'han fet al festival.

## Nom i logo
El nom està format per dues parts. 'Pink' ve de la paraula neerlandesa per Pentecost (Pinksteren) i 'pop ve de música pop (o 'música popular'). Però una interpretació creativa més tardana pel nom combina la paraula anglesa pink i la neerlandesa pop, que significa nina, formant així l'origen del logo: una nina en un vestit rosa.
El precursor de Pinkpop va ser realitzat el dilluns de Pentecosta el 1969. Fou completament gratuït i anomenat Pinknick perquè se suposava que els assistents portarien el seu menjar propi. Només un rostit de porc i pomes van ser proporcionats pels organitzadors gratuïtament. Inspirat en el festival de Monterey de 1967, grups locals de hip van ser convençuts per anar i tocar sense cobrar. Va atreure gairebé 10.000 visitants, des de d'amants de la música pop fins a avis i els seus nets. I famílies amb bosses de compra buides, carregant pomes.

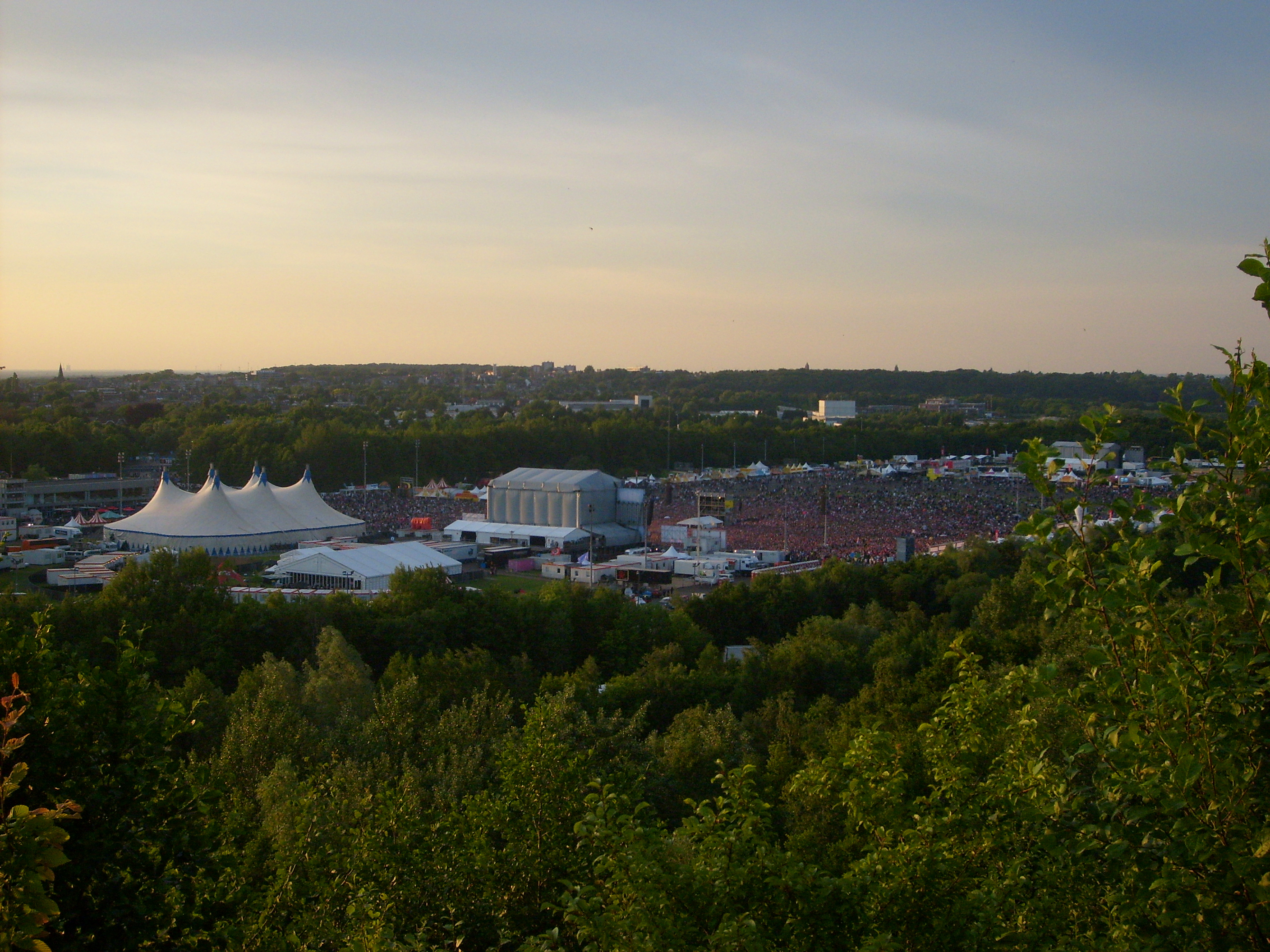
Pinkpop 2009